# Raymond Cordy
Raymond Cordy (Vitry-sur-Seine, 9 december 1898 - Parijs, 23 april 1956) was een Frans acteur. In ruim een kwarteeuw (1930-1956) was hij te zien in meer dan honderdvijftig films, hoofdzakelijk in bijrollen.

## Leven en werk

### Afkomst en vorming
Cordy werd geboren in een familie van kermisacteurs. Vooraleer hij op het witte doek verscheen deed hij ervaring op in het familiaal rondtrekkend theatergezelschap Cordioux. Net zoals zijn ouders stichtte hij een rondreizend gezelschap, het theâtre Rolla-Cordioux, samen met zijn schoonbroer. Dikwijls nam hij meer dan één rol voor zijn rekening.

### Heel drukke jaren dertig
Cordy debuteerde kort na de doorbraak van de geluidsfilm in 1930 in La Petite Lise, een melodrama van het duo Jean Grémillon-Charles Spaak. Het jaar daarop was hij te zien hij in de muzikale komedie Le Million, de eerste van de acht films waarvoor   René Clair hem vroeg. Nog datzelfde jaar bedacht Clair hem met een hoofdrol in de komedie À nous la liberté. Hij speelde in de vroege jaren dertig mee in enkele regisseursdebuten: in de komedie Boule de gomme van Georges Lacombe, in de eerste drie films (drama's) van Henri Decoin, in de komedie Bidon d'or van Christian-Jaque en in de komedie Pomme d'amour van Jean Dréville. Hij aanvaardde graag alle rollen die hem werden voorgesteld. Hij schakelde daarbij zonder veel moeite over van het ene filmgenre naar het andere: komedie op de eerste plaats, drama, melodrama, militaire klucht, ...
Zijn echt belangwekkende films waren: 
- de oorlogsdrama's Les Croix de bois (naar een roman van Roland Dorgelès, 1932) en L'Équipage (naar een roman van Joseph Kessel, 1935) waarin hij telkens piot of ordonnans was.
- de misdaadfilm Das Testament des Dr. Mabuse (de Franse versie, 1933)
- het drama Pension Mimosas (1934)
- het proletarisch drama La Belle Équipe (1936) waarin hij een dronkaard speelde

Op die vijf klassiekers en de vier René Clair-films na, zijn de meeste films uit de jaren dertig waaraan Cordy zijn medewerking verleende, echter reeds lang uit de belangstelling verdwenen.
Opvallend waren ook nog de talrijke militaire kluchtfilms waarin hij, meestal als soldaat, aantrad. Behalve  Ignace, Le Cavalier Lafleur en La Garnison amoureuse, telkens met Fernandel, waren er ook nog films met voor zich sprekende titels als Vive la compagnie, La Caserne en folie, J'arrose mes galons, La Brigade en jupons, Trois artilleurs au pensionnat, La Marraine du régiment, Ils étaient cinq permissionnaires en Vingt-quatre heures de perm'.

### Jaren veertig en vijftig
Het hoge onafgebroken ritme waaraan Cordy in films verscheen nam in die jaren gevoelig af. De enige uitschieters waren zijn rollen voor vier naoorlogse films van René Clair,  het heel succesrijke drama Les Grandes Manœuvres (1955) voorop, zijn rol van barman in het avontuurlijke Brigitte Bardot-melodrama (haar tweede film) Manina, la fille sans voiles (1952) en zijn rol van politieagent in Les Enfants de l'amour (1953), een succesrijk melodrama over alleenstaande moeders.

### Voorkomen en typische rollen
Cordy was een van die vele vertrouwde gezichten die kleur gaven aan de Franse filmjaren dertig, hij speelde toen mee in 103 films, korte en middellange films inbegrepen. Hij vertolkte zijn meestal komische personages met veel gemak en naturel. Daarbij had hij dikwijls een spottende, vrijpostige maar niet stoute air over zich.
Hij belichaamde de doorsnee Fransman, de sympathieke grappenmaker, de vrolijke, joviale en beminnelijke volksmens ((taxi)chauffeur, dorpsbakker, slager, kapper, soldaat, ordonnans, portier, knecht, butler, bewaker, politieagent, veldwachter, bareigenaar, barman, kelner, garagist, fotograaf, biljartspeler,...).

### Privéleven
Cordy was gehuwd met de actrice Madeleine Fromet (1900-1983).
Hij overleed in 1956 op 57-jarige leeftijd aan een hersenbloeding.

## Filmografie (selectie)
- 1930 - La Petite Lise (Jean Grémillon)
- 1931 - Le Million (René Clair)
- 1931 - Maison de danses (Maurice Tourneur)
- 1931 - Faubourg Montmartre (Raymond Bernard)
- 1931 - À nous la liberté (René Clair)
- 1931 - Partir (Maurice Tourneur)
- 1931 - Boule de gomme (Georges Lacombe)
- 1932 - Pour un sou d'amour (Jean Grémillon)
- 1932 - Bidon d'or (Christian-Jaque)
- 1932 - Les Croix de bois (Raymond Bernard)
- 1932 - Ce cochon de Morin (Georges Lacombe)
- 1932 - Pomme d'amour (Jean Dréville)
- 1932 - Toboggan (Henri Decoin)
- 1933 - Quatorze juillet (René Clair)
- 1933 - Les Requins du pétrole (Henri Decoin en Rudolf Katscher)
- 1933 - La Garnison amoureuse (Max de Vaucorbeil)
- 1933 - Das Testament des Dr. Mabuse (Fritz Lang)
- 1933 - Les Bleus du ciel (Henri Decoin)
- 1933 - Vive la compagnie (Claude Moulins)
- 1934 - Mam'zelle Spahi (Max de Vaucorbeil)
- 1934 - Pension Mimosas (Jacques Feyder)
- 1934 - Le Dernier Milliardaire (René Clair)
- 1934 - La Caserne en folie (Maurice Cammage)
- 1934 - Le Cavalier Lafleur (Pierre-Jean Ducis)
- 1934 - L'Hôtel du libre échange (Marc Allégret)
- 1934 - L'Or dans la rue (Curtis Bernhardt)
- 1935 - Sous la griffe (Christian-Jaque)
- 1935 - L'Équipage (Anatole Litvak)
- 1935 - Les Gaietés de la finance (Jack Forrester)
- 1936 - J'arrose mes galons (René Pujol)
- 1936 - La Belle Équipe (Julien Duvivier)
- 1936 - La Brigade en jupons (Jean de Limur)
- 1937 - Trois artilleurs au pensionnat (René Pujol)
- 1937 - Ignace (Pierre Colombier)
- 1938 - La Marraine du régiment (Gabriel Rosca)
- 1938 - Retour à l'aube (Henri Decoin)
- 1940 - Ils étaient cinq permissionnaires (Pierre Caron)
- 1942 - Les Inconnus dans la maison (Henri Decoin)
- 1943 - Le Val d'enfer (Maurice Tourneur)
- 1943 - La Valse blanche (Jean Stelli)
- 1945 - Vingt-quatre heures de perm' (Maurice Cloche)
- 1946 - Mission spéciale (Maurice de Canonge)
- 1947 - Le silence est d'or (René Clair)
- 1948 - Passeurs d'or (Emile-Georges De Meyst)
- 1949 - 56 rue Pigalle (Willy Rozier)
- 1949 - L'Épave (Willy Rozier)
- 1950 - La Beauté du diable (René Clair)
- 1952 - Manina, la fille sans voiles (Willy Rozier)
- 1952 - Les Belles de nuit (René Clair)
- 1953 - Les Enfants de l'amour (Léonide Moguy)
- 1954 - Tourments (Jacques Daniel-Norman)
- 1955 - Les Grandes Manœuvres (René Clair)

- Biblioteca Nacional de España: XX4671086
- Bibliothèque nationale de France: cb139308406 (data)
- Catàleg d'autoritats de noms i títols de Catalunya: 981058517227506706
- Gemeinsame Normdatei: 1062158652
- International Standard Name Identifier: 0000 0001 1559 7768
- Library of Congress Control Number: n85085838
- Nationale Bibliotheek van Tsjechië: xx0155681
- Nationale Bibliotheek van Israël: 987007349788405171
- Système universitaire de documentation: 069295417
- Virtual International Authority File: 10036565
- WorldCat: E39PBJfh4y9yTGx63Ppp3Q9MT3